# Franco Déboli
Franco Déboli (Santo Tomé, 20 ottobre 2000) è un calciatore argentino, attaccante del Colón (SF).

## Caratteristiche tecniche
È un centravanti.

## Carriera
Déboli è cresciuto nel settore giovanile del Colón (SF), con cui ha firmato il primo contratto professionistico nel marzo del 2022. Ha debuttato in prima squadra il 24 giugno nell'incontro di Primera División perso 1-0 contro l'Huracán.
Nel gennaio del 2023 è stato ceduto in prestito al Dep. Madryn in Primera B Nacional. Sei mesi più tardi è passato, sempre in prestito, al Búhos ULVR in Ecuador. Rientrato al Colón, nel marzo del 2024 è stato nuovamente ceduto in prestito, questa volta al 9 de Julio (R) nel Torneo Federal A.

## Statistiche

### Presenze e reti nei club
Statistiche aggiornate al 15 aprile 2024.
| Stagione        | Squadra         | Campionato      | Campionato | Campionato | Coppe nazionali | Coppe nazionali | Coppe nazionali | Coppe continentali | Coppe continentali | Coppe continentali | Altre coppe | Altre coppe | Altre coppe | Totale | Totale | Totale |
| Stagione        | Squadra         | Comp            | Pres       | Reti       | Comp            | Pres            | Reti            | Comp               | Pres               | Reti               | Comp        | Pres        | Reti        | Pres   | Reti   |        |
| --------------- | --------------- | --------------- | ---------- | ---------- | --------------- | --------------- | --------------- | ------------------ | ------------------ | ------------------ | ----------- | ----------- | ----------- | ------ | ------ | ------ |
| 2022            | Colón (SF)      | PD              | 4          | 0          | CA+CdL          | 0               | 0               | CL                 | 0                  | 0                  |             | -           | -           | 4      | 0      |        |
| 2023            | Dep. Madryn     | PBN             | 15         | 0          | CA              | 0               | 0               |                    | -                  | -                  |             | -           | -           | 15     | 0      |        |
| 2023            | Búhos ULVR      | B               | 14         | 2          |                 | -               | -               |                    | -                  | -                  |             | -           | -           | 14     | 2      |        |
| 2024            | 9 de Julio (R)  | TFA             | 1          | 0          | CA              | 0               | 0               |                    | -                  | -                  |             | -           | -           | 1      | 0      |        |
| Totale carriera | Totale carriera | Totale carriera | 34         | 2          |                 | 0               | 0               |                    | 0                  | 0                  |             | -           | -           | 34     | 2      |        |